# Woofy Productions
Woofy Productions is een onafhankelijk Amerikaans platenlabel, dat jazz uitbrengt. Het label richt zijn aandacht op live-muziek van West Coast Jazz-musici. Het werd in 1993 opgericht en is gevestigd in Phoenix, Arizona.
De firma heeft muziek uitgebracht van onder meer Carl Fontana (bijvoorbeeld met Conte Candoli), Lennie Niehaus, Don Menza, Jack Nimitz, Arno Marsh en Jack Sheldon.